# Cyllogenes janetae
Cyllogenes janetae là một loài bướm Satyrinae được tìm thấy ở Himalaya, trong các vùng Sikkim, Bhutan, miền bắc Tây Bengal, Assam, Manipur và Nagaland.
Theo Evans, nó được xếp loại "rất hiếm".